# Marcel Boucher
Pour les articles homonymes, voir Boucher.
Marcel Boucher (Compiègne, 23 octobre 1891 – Montevideo (Uruguay), 19 novembre 1968), est un homme politique français.

## Biographie

### Débuts
Fils du docteur Henry Boucher, Marcel Boucher suit des études de droit à Paris et est diplômé de l’École libre des sciences politiques et de l’École des Hautes études sociales. Il s'inscrit au barreau de Paris. 
Il effectue son service militaire à Neufchâteau en 1913. Pendant la Grande guerre, il est sous-lieutenant de chasseurs à pied puis capitaine en 1918, affecté dans l'aviation. Deux fois blessé, il est chevalier puis officier de la Légion d'honneur et croix de guerre.
Il est membre en 1920 du cabinet de Charles Reibel, sous-secrétaire d’État à la Présidence du conseil puis ministre des régions libérées.
Il s'installe à Contrexéville en 1924. Il épouse Jeanne Barbier, fille d'un hôtelier, en 1928. Il possède de ce fait l'hôtel de la Trémoille à Paris. Il est le père de trois enfants.

### Élu local et député de droite
Proche de la Fédération républicaine, il est élu conseiller municipal puis maire de Contrexéville en 1925 puis député des Vosges en 1936. Il se présente dans la circonscription de Neufchâteau comme « candidat de concentration républicaine et de défense agricole ». Il n'avait pas participé aux luttes politiques jusqu'alors. Il est soutenu par les élus locaux de droite, malgré leur réticence initiale. Il bat le député sortant de gauche Camille Picard au second tour. Il était présenté par son adversaire comme « le candidat des Croix de feu ». Il était certes soutenu par les Croix-de-Feu - et aussi par les Jeunesses patriotes - mais il n'est pas membre de la ligue du colonel de la Rocque. Sa profession de foi s'élevait contre « les théories criminelles de haine de classe » et s'interrogeait : « Assez de guerres ; Notre peuple (...) est-il chargé de défendre la Russie ? (...) La France a pour capitale Paris et non Moscou ». Un de ses tracts distribués pour le second tour s'en prend au Front populaire : « Un grand danger menace la France: (...) le Front populaire, puissante coalition de haines et d'appétits dominée et dirigée par des professionnels de la révolution à la solde de l'étranger. (...) Je suis ouvertement, hautement contre le Front populaire. Jamais je ne transigerai avec la Révolution. (...) (Camille Picard) est un député asservi d'avance aux puissances occultes ou avouées, au mot d'ordre du grand Orient et de Moscou ». Anticommunisme radical et hostilité à la franc-maçonnerie donc.
Il s'inscrit ensuite, assez logiquement, à la Fédération républicaine et au groupe des Indépendants d'union républicaine et nationale, le plus à droite de la Chambre et le plus hostile au Front populaire. À la Chambre, il est un député intransigeant face aux gouvernements de Front populaire.
Il est proche dans son département du Parti social français et du Rassemblement national lorrain. Il organise avec l'avoué Gilbert Getten du RNL une réunion de propagande en janvier 1937, avec comme orateurs Jean Chiappe, Philippe Henriot et Jean-Louis Tixier-Vignancour. Il accepte la présidence d'honneur d'une réunion du RNL en juillet 1937 et assiste au congrès régional du PSF à Plombières-les-Bains en 1938, ce qui le distingue de Louis Marin.
Il organise des manifestations de masse patriotiques et religieuses en l'honneur à Jeanne d'Arc à Domrémy, de 1937 à 1939, et prend la présidence des Compagnons de Jeanne d'Arc, après la première manifestation. C'est une association qui se veut apolitique, quoique issue de l'Action française.
Il est membre du Comité France-Allemagne et se rend en Allemagne en 1938. Il fait partie des Munichois convaincus en septembre 1938, attentifs certes au danger allemand mais très anticommunistes. Il est mobilisé dès le premier jour de la crise comme capitaine de chasseurs à pied en septembre 1938. Il écrit à Édouard Daladier, président du Conseil, le 30 septembre, pour le remercier et lui apporter son soutien : « La catastrophe qui (...) menaçait d'anéantir l'Europe et sa civilisation vient grâce à vous d'être évitée (...) ». (Il lui fait part de sa) « gratitude et son appui dans la lutte qui vous reste encore à soutenir contre les forces qui veulent désagréger la France ». Quelques mois plus tard, en 1939, il dénonce sévèrement « l'imbécile mystique du Front populaire : le droit à la paresse, le culte du moindre effort, la prospérité par la gabegie, la force par le désarmement, le prestige extérieur par l'anarchie intérieure ». Mais il célèbre aussi le « génie de la France » qu'il oppose à Hitler et à Mussolini : « Nous n'aimons pas la dictature, elle ne correspond en rien à notre tempérament individualiste à l'extrême ». Il s'élève contre « l'excès d'une autarcie farouche et le racisme haineux » et loue « les libertés individuelles du citoyen ». Il combat le bellicisme qu'il prête à la gauche - il dénonce « la meurtrière politique d'idéologie sectaire contre les dictateurs » du Front populaire - mais il souligne que, sur sa proposition, la Fédération républicaine a voté un ordre du jour qui déclare « traître à la patrie » tout gouvernement français « disposé à accepter même de discuter les revendications des dictateurs ». Bref, un anticommunisme pacifiste virulent, tempéré par un patriotisme traditionnel.

### Collaborateur sous l'Occupation
Il vote, le 10 juillet 1940, en faveur de la remise des pleins pouvoirs au Maréchal Pétain. Il fait partie des 97 parlementaires qui signent un texte de Gaston Bergery lancé début juillet, appelant à « une collaboration qui n'équivaille pas à une servitude », une politique intérieure qui offre une synthèse  de « l'autorité et de la liberté » afin de « reconstruire dans l'ardeur une France intégrée à la nouvelle Europe, y ayant sa grande et légitime influence, mais pour cela même changée dans ses mœurs ». Il fait donc partie de la tendance pacifiste partisane d'un ordre nouveau.
Il publie en 1941 un article dans le journal collaborationniste parisien La Gerbe s'offusquant de l'alliance entre les communistes et le clergé britannique et dénonçant les « gouvernements aux ordres des internationales maçonnique et juive ». En 1942, il loue l'Allemagne dans un autre quotidien parisien, Les Nouveaux Temps. Il rejoint le Parti populaire français de Jacques Doriot à partir du 7 novembre 1942. Il participe à au moins une réunion de ce parti collaborationniste à Paris et la presse de ce parti publie un message à la gloire de son chef, Doriot, en 1943. Il participe aux travaux du Centre d'études économiques et sociales. Il se ferait même appeler « Boucherr » par « sympathie germanique ». 
Un quotidien vosgien, L'Express de l'Est, le présente en avril 1943 comme le président du Groupe Collaboration des Vosges, qui vient de se constituer,. Deux mois plus tard, ce journal publie une courte déclaration de sa part favorable à la « lutte européenne contre le communisme ».
Il quitte la France pour l'Allemagne en 1944, gagne l'Italie, Barcelone puis l'Argentine avec sa famille.
À la Libération, il est exclu de la Fédération républicaine, avec 13 autres parlementaires. Il est condamné par contumace à l'indignité nationale et à la confiscation de ses biens par la cour de justice de Colmar. En 1950, ce tribunal le relève de la confiscation de ses biens, en sa présence. Il comparaît devant la Chambre civique de la Seine qui déclare l'action judiciaire éteinte. Il vend ce qu'il possède à Paris et retourne en Argentine.

## Décorations
- Officier de la Légion d'honneur
- Chevalier de la Légion d'honneur
- Croix de guerre 1914–1918, palme de bronze (deux palmes)